# Episodi di High Potential
La prima stagione della serie televisiva statunitense High Potential, composta da 13 episodi, è trasmessa da ABC dal 17 settembre 2024 al 12 febbraio 2025. In Italia viene pubblicata su Disney+ dal 23 gennaio 2025.
| n. | Titolo originale                   | Titolo italiano                | Prima TV USA      | Prima TV Italia  |
| -- | ---------------------------------- | ------------------------------ | ----------------- | ---------------- |
| 1  | Pilot                              | Pilota                         | 17 settembre 2024 | 23 gennaio 2025  |
| 2  | Dancers in the Dark                | Ballerini nell'oscurità        | 24 settembre 2024 | 23 gennaio 2025  |
| 3  | Dirty Rotten Scoundrel             | Sporco vile mascalzone         | 8 ottobre 2024    | 30 gennaio 2025  |
| 4  | Survival Mode                      | Modalità di sopravvivenza      | 15 ottobre 2024   | 6 febbraio 2025  |
| 5  | Croaked                            | Stecchito                      | 22 ottobre 2024   | 13 febbraio 2025 |
| 6  | Hangover                           | Sbronza                        | 29 ottobre 2024   | 20 febbraio 2025 |
| 7  | One of Us                          | Uno di noi                     | 12 novembre 2024  | 27 febbraio 2025 |
| 8  | Obsessed                           | Ossessionato                   | 8 gennaio 2025    | 6 marzo 2025     |
| 9  | The RAMs                           | Le RAM                         | 15 gennaio 2025   | 13 marzo 2025    |
| 10 | Chutes and Murders                 | Scivoli e omicidi              | 22 gennaio 2025   | 20 marzo 2025    |
| 11 | The Sauna at the End of the Stairs | La sauna alla fine delle scale | 29 gennaio 2025   | 27 marzo 2025    |
| 12 | Partners                           | Partner                        | 5 febbraio 2025   | 3 aprile 2025    |
| 13 | Let's Play                         | Giochiamo                      | 12 febbraio 2025  | 10 aprile 2025   |

## Pilota
- Titolo originale: Pilot
- Diretto da: Alethea Jones.
- Scritto da: Drew Goddard.

### Trama
Morgan Gillory, una madre single di tre figli e donna delle pulizie che lavora di notte al Los Angeles Police Department, rovescia accidentalmente il fascicolo di un caso di omicidio. Mentre raccoglie le foto della scena del crimine, Morgan giunge alla conclusione che l'avvocata Lynette, principale sospettata del caso e moglie della vittima Anthony Acosta, è anch'ella una vittima, segnando questa deduzione sulla bacheca degli omicidi.
Il mattino dopo l'ispettore Adam Karadec si arrabbia per l'intromissione di Morgan nelle indagini, ma lei convince il capitano Selena Soto di avere ragione su Lynette dimostrando notevoli capacità deduttive dovute alla sua plusdotazione intellettiva. Selena decide allora di far lavorare Karadec insieme a Morgan. Grazie alla memoria della donna riescono a snocciolare fatti casuali cruciali per l'indagine, e con la sua abilità nel cogliere il linguaggio del corpo dei sospettati scoprono chi sono i due colpevoli: Sofia Bellier, sorella di Lynette, e Brian Dimon, direttore di un'azienda di sicurezza tecnologica. Dimon si è reso colpevole nei confronti di diverse donne di molestie sessuali e stupro, venendo difeso in tribunale da Lynette; quando però anche una propria collega venne violentata, Lynette ebbe una crisi di coscienza e decise di denunciare Dimon, il quale sedusse Sofia per indurla a chiedere alla sorella di lasciar perdere. Insieme a Lynette però c'era anche suo marito Anthony, e quando la situazione degenerò Dimon uccise Anthony sparandogli con il fucile che quest'ultimo teneva in salotto, poi modificò più volte la temperatura della casa per sviare il coroner e insieme a Sofia rapì Lynette segregandola in una casa nel bosco.
Dopo aver liberato Lynette, Selena offre a Morgan un impiego a tempo pieno come consulente, ma Morgan rifiuta. Tuttavia, dopo aver tentato di conversare con la figlia maggiore e adolescente Ava, Morgan accetta l'offerta a condizione che venga aiutata a ritrovare il suo primo compagno, Roman, scomparso 15 anni prima.
- Altri interpreti: Taran Killam (Ludo Radovic), Tom Butler (Henry), Rob LaBelle (Emery Walker), Maja Jae Bastidas (Letty Acosta), Sarah Smyth (Sofia Bellier), Sebastien Roberts (Brian Dimon), Mya Lowe (Lishka Zhang), Francisco Trujillo Avalos-Davidson (Anthony Acosta), Kate Craven (Lynette Acosta), Mac Dodge (sacerdote), Dustin Lloyd (poliziotto), Britney Mocca (cassiera), Lily Yawson (funzionaria).
- Ascolti USA: telespettatori 3 593 000.[2]

## Ballerini nell'oscurità
- Titolo originale: Dancers in the Dark
- Diretto da: Marc Webb.
- Scritto da: Todd Harthan & Marc Halsey.

### Trama
Il primo caso ufficiale di Morgan riguarda Damien Ross, un ballerino di tip-tap ricoverato in ospedale dopo essere stato spinto giù dal tetto di un edificio dove si stava esercitando, finendo sulla propria auto; il ragazzo lavora in un negozio di personalizzazione-auto dove vengono assunti ragazzi con un passato difficile, con l'obiettivo di risparmiare abbastanza denaro per un biglietto aereo per New York per esibirsi a Broadway. Intanto, il tenente Melon della divisione rapine del LAPD si rivolge a Selena per chiedere aiuto riguardo a cinque rapine ai danni di gioiellerie.
Morgan e Karadec, da un cellulare trovato sulla scena del crimine risalgono e interrogano Roland, collega del ballerino, il quale afferma che è stata una terza persona a spingere Damien; Morgan trova conferma di ciò e si ipotizza che in realtà fosse Roland il bersaglio designato e quindi l'assalitore si sia sbagliato perché i due erano in ombra e lui era abbagliato dalla luce lunare. Tuttavia, Morgan e Karadec raggiungono Roland troppo tardi, trovandolo morto in una discoteca. Dopo aver osservato i filmati di sicurezza del locale, Morgan intuisce che l'assassino di Roland ha usato la stessa pistola vista nei filmati delle rapine nelle gioiellerie. Il LAPD organizza un'operazione sotto copertura per catturare l'assassino e ladro di gioielli, che si rivela essere Griff, uno dei ragazzi che lavorano al negozio di personalizzazione-auto: Griff rapinava le gioiellerie e Roland lo attendeva per fuggire in auto, ma quando un mese prima Damien iniziò ad aiutare Roland ad allontanarsi dalla vita criminale insegnandogli il tip-tap, Roland disse a Griff di voler smettere e infatti nelle ultime due rapine non si presentò, costringendolo a fuggire a piedi; Griff temeva che Roland potesse smascherarlo, così decise di ucciderlo. Damien si risveglia dal coma e scopre di Roland, ma anche che era riuscito a fargli cercare di cambiar vita.
A casa Morgan cerca di mettersi in contatto con Ava, che vuole sapere quando Morgan riavrà la sua auto. Dopo aver visto il progetto artistico della figlia, Morgan le mostra alcune fotografie di murales dipinti da Roman, ma Ava si arrabbia perché crede che suo padre le abbia abbandonate. Dopo aver ricevuto il suo primo stipendio, Morgan lo usa per riportare la sua auto a casa, tirando su di morale i suoi figli. Selena dice a Morgan che l'auto di Roman è stata sequestrata poco dopo la sua scomparsa, con una scatola di pannolini dentro, il che implica la sua intenzione di tornare a casa.
- Altri interpreti: Taran Killam (Ludo Radovic), Alaman Diadhiou (Damien Ross), CJ Salvador (Roland), Carlin James (Griff), Rafael Castillo (Knox), Brennan Keel Cook (Dane), Shelley Robertson (Winnie Ross), Harrison White (Samson), Garret Dillahunt (tenente Melon), BJ Averell (cowboy di Pioneertown), Anthony Darrell (funzionario), Xander Eagle (John), Marché Howell (funzionaria), TJ Lee (Lin), Ariella Amar (tecnica CSI).
- Ascolti USA: telespettatori 3 675 000.[3]

## Sporco vile mascalzone
- Titolo originale: Dirty Rotten Scoundrel
- Diretto da: Rebecca Asher.
- Scritto da: Dennis Saldua.

### Trama
Karadec e Morgan lavorano al caso  di Ernest Lozano, morto in una vasca da bagno di una camera al quarto piano di un hotel dopo essere stato narcotizzato; le telecamere mostrano che era in compagnia di una dottoressa, Iris, uscita dopo mezz'ora, ma Morgan da alcuni dettagli capisce che non è stata lei. L'uomo aveva rubato la carta d'identità a uno che gli somigliava: il suo vero nome era Eduardo Cortez e dieci anni prima è stato in prigione per frode con carte di credito, e quando è uscito ha iniziato a lavorare come autista di car sharing. Sebbene si presentasse come un uomo benestante, in realtà pare avesse difficoltà economiche, Morgan da alcuni dettagli capisce dove poteva vivere. Dopo aver parlato con Regina, moglie di Eduardo, il LAPD scopre che l'anno precedente l'uomo aveva ricevuto 200.000 dollari da Glenda, una donna malata di demenza convinta che Eduardo verrà presto a prenderla, e che viene assistita dal figlio Kyle. Inoltre capiscono dal dettaglio di una finestra della camera lasciata aperta, che l'assassino si è arrampicato per uccidere Cortez, quando ormai era narcotizzato.
Morgan ha un'intuizione e all'interno del dizionario che Eduardo aveva regalato alla figlia scopre numerosi mazzi di banconote, ottenuti seducendo e truffando donne vulnerabili. Eduardo aveva un tatuaggio uguale a quello di David, bartender dell'hotel: i due sono stati compagni di cella, e quando David vide l'amico in difficoltà volle ricambiare l'aiuto avuto da lui collaborando al suo piano prendendo una commissione di intermediazione, ma dice di non averlo ucciso. Adam ha l'ennesimo litigio con la donna per non averlo avvisato del suo piano, Morgan allora lascia la polizia, ma ci ripensa.
Morgan crede a David, dopo aver notato che ha le unghie lunghe, lo scagiona, uno scalatore avrebbe più corte, a uccidere Cortez è stato Kyle, salito al quarto piano grazie alle sue abilità di scalatore, ma Adam capisce che doveva avere un complice (dato che non poteva aprire la finestra da fuori o drogare Eduardo) che si rivela Iris, la quale venne a sapere di essere stata truffata dopo aver già versato all'amante 390.000 dollari e vendicarsi perché dopo essere stata per mesi in lutto per la morte del marito l'incontro con Eduardo sembrò ridarle vita, mentre Kyle è furioso e disperato per il fatto che Cortez si sia approfittato di una donna malata di demenza che fa fatica perfino a riconoscere il figlio, il ragazzo manda un videochiamata alla madre che lo avvisa che ha trovato lavoro fuori città e non potrà venire a trovarla, per nascondere l'arresto.
Nel frattempo, Morgan si arrabbia quando scopre che Ava ha portato un ragazzo a casa, sebbene lei dica che stanno solo studiando, e che l'ex marito Ludo — dal quale ha avuto Elliot e la neonata Chloe — glielo ha permesso senza prima consultarla. Morgan dice a Ludo che ha oltrepassato la sua autorità con Ava, dato che è lei a esserne genitore; ciò ferisce Ludo perché evidenzia che non è il padre biologico. Morgan si pente e si scusa con Ludo, dicendogli che è la cosa più vicina a un padre che Ava abbia avuto e che tutti sono molto fortunati ad averlo nelle loro vite. Intanto, Selena e il tenente Melon scoprono che un murale dipinto da Roman poco prima della sua scomparsa si trova in un quartiere noto per le attività illegali, e credono che l'uomo possa essere stato messo a tacere perché potenziale testimone di un crimine commesso lì.
- Altri interpreti: Taran Killam (Ludo Radovic), Graham Rogers (Kyle), Melinda Page Hamilton (Iris Bowman), CK Bolado (David Prado), Audrey Wasilewski (Glenda Walker), Hudson Macready (Ryder), Michelle C. Bonilla (Regina), Garret Dillahunt (tenente Melon), Khamaïlei Angélil (Raissa Rakota Harimalala), Kesia Brooke (Grace), Arya Dormiani e Ayla Dormiani (Luna), Chad Guerrero (Ernest Lozano / Eduardo Cortez), TJ Lee (Lin), Wilfried Rakotohavana (Mendrika), Tessa Anderson (ragazza bruna).
- Ascolti USA: telespettatori 3 785 000.[4]

## Modalità di sopravvivenza
- Titolo originale: Survival Mode
- Diretto da: Pete Chatmon.
- Scritto da: Andrea M. Scott & Marc Halsey.

### Trama
Le sorelline Ellie e Paige sono scomparse da giorni, come anche loro padre Wendell Dunn. Josh Ashford, proprietario di una catena di hotel di lusso, è fermamente convinto che l'ex marito della figlia Mia le abbia rapite, poi spiega che lei e il genero si sono separati perché Wendell era diventato un ambientalista radicale e voleva che anche loro lo diventassero. Dopo aver ispezionato la casa di Wendell, Morgan e Karadec entrano nella serra e trovano sepolto proprio il suo cadavere.
Morgan viene a sapere dalla colf della famiglia Ashford che Wendell era un ottimo padre, e che l'ultima volta che lo ha visto stava uscendo dall'ufficio del suocero. In effetti Wendell aveva litigato con un'assistente sociale, Sarah, che aveva redatto una relazione piena di bugie per farlo sembrare un cattivo genitore; incalzata da Morgan, la donna amette di averlo fatto dopo essere stata profumatamente pagata da Josh, che Wendell voleva denunciare pubblicamente perché sapeva, prove alla mano, che aveva corrotto molte persone, e che lei lo ha ingenuamente riferito a Josh. Karadec scopre che ciò che diceva Wendell era vero, ad esempio alcuni anni fa regalò un soggiorno a un giudice che gli concesse di costruire un albergo su un'area protetta nonostante ciò avrebbe causato devastanti impatti sull'ambiente costiero. Morgan trova Mia mentre sta per vendere un prezioso vaso cinese a un antiquario (la detective ha capito che in casa dei genitori c'è un falso); Mia sostiene che il rapitore delle figlie l'ha chiamata dicendole di consegnargli 200mila dollari entro la sera stessa altrimenti ucciderà le figlie, e dato che lei ha potuto ritirarne solo metà dalla banca aveva pensato di vendere il vaso.
Mia va al luogo concordato con il rapitore insieme a Morgan e Karadec, i quali non si fanno vedere. Il rapitore fugge non appena riceve la borsa, ma grazie a un GPS inserito da Karadec riescono a raggiungere l'auto, che però è stata data alle fiamme, ma fortunatamente è vuota. Morgan ascolta la radio e casualmente ricorda un dettaglio che le fa capire chi è il rapitore: Curtis, l'autista di John, innamorato di Mia, ha pensato che per attrarla gli occorressero molti soldi, difficilmente ottenibili con le scommesse; quindi ha deciso di rapire le bambine e chiedere un riscatto, per poi interpretare il ruolo del “principe azzurro” e consolare Mia. Curtis, dopo aver dichiarato che Wendell non meritava Mia per una serie di ragioni, rivela di aver lasciato le bambine alle San Gabriel Mountains, ma che nel frattempo gli erano fuggite. Qui Ellie e Paige hanno seguito alcune istruzioni del padre per mettersi al sicuro e vengono ritrovate.
- Altri interpreti: Taran Killam (Ludo Radovic), Madeline Zima (Mia Ashford), Christopher Cousins (John Ashford), Amy Davidson (Sarah Keller), Mark Dancewicz (Curtis), Moneer Yaqubi (Matthew Wilson), Tiffany Bank (colf), Pippa Blaylock (Paige Dunn), Thomas Bell (Robert), Jay Charan (antiquario), Scott Kuza (Wendell Dunn), Spencer Rich (Eddie Malone), Katie Rower (poliziotta), Pamela Shafer (Lara), Charlotte Ann Tucker (Ellie Dunn).
- Ascolti USA: telespettatori 3 362 000.[5]

## Stecchito
- Titolo originale: Croaked
- Diretto da: Daisy von Scherler Mayer.
- Scritto da: Diane Ruggiero-Wright.

### Trama
La 28enne veterinaria Monica Davis muore paralizzata a causa di una tossina inserita nel distributore di sapone liquido, ma fa in tempo a stampare dei fogli con su scritto "omicidio".
Interrogando Bethany una sua amica scoprono che suo figlio Gavin, l'ha vista litigare con un uomo. Oz aiuta il bambino a fare un identikit e scoprono il suo ex fidanzato, Shane, arrestato per rapina a mano armata in un minimarket e che da un mese è uscito di prigione con un braccialetto elettronico e fa il personal trainer, questo lo scagiona
Daphne e Oz lavorano al caso da un'altra angolazione, scoprono da alcune recensioni in rete che Monica ultimamente lavorava male e risalgono a un tatuatore, noto con lo pseudonimo di Asmodius, che l'accusa di aver ucciso la sua tarantola e l'aveva seguita in un appartamento, dove si riuniscono a Morgan e Karadec, apprendono che da sei mesi la veterinaria stava trafficando animali esotici per venderli al mercato nero e comprare una casa per lei, Bethany e  Gavin, capendo che le due donne avevano una relazione 
Nathan, il marito di Bethany, afferma di aver ucciso Monica, dopo che Oz trova nella cassetta degli attrezzi dell'uomo un libro sui rettili, di cui alcuni velenosi, che Monica aveva regalato al bambino, ma Morgan pensa che qualcosa non torni. La donna fa delle indagini da sola e scopre che Bethany e Nathan hanno adottato Gavin, che in realtà è il figlio biologico di Monica, la quale era stata costretta a rinunciare a lui perché rimasta incinta da adolescente di Shane; inoltre, era sua complice durante il furto e Shane in seguito l'ha coperta proprio perché sapeva che era incinta. Gavin ha ereditato lo stesso tratto alle orecchie di Shane, inoltre Monica aveva una foto del bambino con la cintura gialla di karate e ora è molto più avanti, segno che li spiava da anni. La consulente piomba coi figli a un appuntamento di Karadec, facendole credere che sono la sua famiglia, e gli rivela le sue scoperte. Il vero assassino si scopre essere Bethany: lei e Monica si erano conosciute due anni prima a un corso di yoga, e Bethany se ne innamorò; tuttavia Monica non la ricambiava, ma finse di farlo esclusivamente per poter stare accanto a Gavin, col quale aveva stretto un ottimo rapporto; quando origliò un litigio tra Monica e Shane, il quale era arrabbiato perché non voleva che loro figlio venisse dato in adozione, Bethany comprese tutto e, per paura che Monica portasse via Gavin, la uccise. Nathan (che si era falsamente autoaccusato perché essendo cresciuto senza madre non voleva che accadesse lo stesso a Gavin) viene liberato, Oz rivela di essere stato cresciuto solo dal padre e se non fosse per lui non sarebbe qui ora, poi lui e Daphne restituiscono gli animali trafficati ai loro legittimi proprietari, tra cui la tarantola.
Intanto, Morgan scopre che Ava sta prendendo delle pillole anticoncezionali e vuole affrontarla, ma Ludo suggerisce di aspettare che sia la figlia a parlarle per prima. Alla fine però Morgan va da lei e si tranquillizza quando Ava le spiega che in realtà le sta assumendo solo come rimedio contro l'acne.
- Altri interpreti: Taran Killam (Ludo Radovic), Kathleen Munroe (Bethany Reed), Ben Bodé (padre di Monica), Kerry O'Malley (madre di Monica), Lucas Kavner (Nathan Reed), Adam Hagenbuch (Shane Seger), Cary Christopher (Gavin Reed), Anthony Pierre Christopher (Ty Williams), Rosslyn Luke (Monica Davis), Michelle Ovalles (receptionist), Maria Pallas (Aubrey), Angel Rosario Jr. (Asmodius), Chase Yi (tecnico veterinario), G. Maximilian Zarou (Larry).
- Ascolti USA: telespettatori 3 596 000.[6]

## Sbronza
- Titolo originale: Hangover
- Diretto da: Rebecca Asher.
- Scritto da: Kassia Miller & Myung Joh Wesner.

### Trama
Elaine Barton, fondatrice e amministratrice delegata di un'azienda farmaceutica, viene trovata morta nel suo ufficio il giorno dopo una festa aziendale per il lancio di un nuovo prodotto. La principale sospettata è Samantha, assistente di Elaine, che era svenuta nello stesso ufficio ma che si è svegliata con i postumi dell'ubriachezza e senza alcun ricordo della notte precedente, inoltre il posto è vandalizzato. Sentiti altri dipendenti dell'azienda, pian piano emerge un ritratto poco lusinghiero di Elaine, abituata a trattare male chi non riteneva all'altezza.
Viene interrogata un'altra donna, Carmen, la quale spiega che suo figlio Nico ha contratto l'asma in seguito all'esposizione da PFAS e l'azienda l'ha profumatamente pagata per farla tacere, la sua famiglia vive in una bella casa, anche se non se la possono permettere. Dopo un po' iniziò a provare sensi di colpa per aver accettato quel denaro decidendo di rovinare la reputazione dell'azienda, ma Elaine le disse che non avrebbe potuto diffamarla per via dell'accordo di non divulgazione e minacciandola di interrompere i pagamenti, perciò si tirò indietro, ma confessa di aver vandalizzato l'ufficio. Gli effetti negativi del prodotto sulle persone non erano stati comunicati agli investitori. Eric, marito di Elaine, rivela che Nico era stato scelto per testare il farmaco e che all'inizio il prototipo aveva funzionato, ma a causa degli effetti collaterali hanno pagato gli Jiménez anche perché il lancio del prodotto era imminente non volevano cattiva pubblicità. Eric, pur amando la moglie, era contrario a ciò che era diventata. 
Un'altra dipendente, Nina, spiega che una mattina aveva aggiunto dell'olio essenziale nel kazoo della figlia per calmarla durante uno dei suoi frequenti attacchi di panico, raccontando questa cosa ad Elaine la quale, con l'approvazione di Nina e dietro pagamento, aveva fatto sua l'idea, Morgan lo sospettava dal fatto che Elaine non ha figli o nipoti, contrario di quello che disse nell'intervista dove inventò il prodotto. Nina spiega che Elaine era cambiata molto da quando avevano iniziato a lavorare insieme, poi ammette di essere l'amante di Eric e che hanno un alibi perché la notte della morte di Elaine erano insieme, da come parla e dal linguaggio del corpo Morgan le crede.
Morgan e Karadec alla fine trovano una telecamera nell'ufficio di Elaine con la registrazione dell'incidente: Sam voleva licenziarsi, e quando disse a Elaine il motivo quest'ultima provò a corromperla, ma Sam rifiutò e volle raccontare a tutti gli altri come stavano le cose; allora Elaine tentò di ucciderla con un paio di forbici, ma Sam la spinse via e sbatté la testa svenendo, mentre Elaine cadde su uno dei suoi premi ferendosi a morte. Sam viene scagionata per legittima difesa, mentre Eric e i suoi legali assicurano che il prodotto incriminato non sarà venduto.
Nel frattempo un affascinante inserviente del LAPD, Tom, inizia a conversare con Morgan. Dopo aver risolto il caso, Morgan lascia il suo numero di telefono a Tom.
- Altri interpreti: Derek Richardson (Eric Barton), Alison Jaye (Samantha Wozniak), Lynn Chen (Nina), Natasha Elías (Carmen Jiménez), Nicole Chanel Williams (Denise Fisher), J. D. Pardo (Tom), Juan Alfonso (Arturo Jiménez), Lynn Adrianna Freedman (Wanda), Siddharth Kusuma (Jerry), Rob Mainord (Hornstock), Quintún Muñoz (Nico Jiménez), David Niu (farmacista), Jake Regal (Jonathan), Katie Ryan (Elaine Barton), Lorinda Hawkins Smith (Cheryl), Chantalle Williams (Amanda).
- Ascolti USA: telespettatori 3 092 000.[7]

## Uno di noi
- Titolo originale: One of Us
- Diretto da: James Roday Rodríguez.
- Storia di: Marc Halsey.
- Scritto da: Jordana Lewis Jaffe & Dennis Saldua.

### Trama
Nel suo giorno libero, Morgan porta Ava in visita alla centrale di polizia, ma vengono tenuti in ostaggio da due soldati, Brooke Kirkman e Jeremy Davis, che, dopo aver sottratto le armi ad alcuni agenti, sostengono che il loro amico e commilitone Logan Hanson sia stato ingiustamente accusato dell'omicidio di Frank Webber, un altro ex soldato, inoltre Brooke ha in mano il detonatore per diverse bombe nascoste in vari piani del palazzo. Tra gli ostaggi, oltre a Morgan e Ava, ci sono Dafne, Tom, Melon e altri agenti della squadra omicidi, avendo fatto uscire il resto delle persone nell'edificio. Al esterno la Soto, Adam e Oz cercano un modo per aiutarli.
Morgan dagli indizi capisce che qualcosa non quadra nel omicidio, inoltre intuisce che Brooke sia incinta di Logan, ma durante il tentativo di disarmarli, Tom resta ferito. I militari, dopo che Morgan si propone di aiutarli, concedono a Ava di uscire col ferito. Morgan alla fine capisce che Webber è stato ucciso da un ex soldato con problemi di droga che Adam cattura. Ma Jeremy, terrorizzato dall'idea di essere arrestato, ruba a Brooke il detonatore e minaccia di usarlo se non avrà un accordo. Morgan, mettendo insieme diversi elementi, capisce che non c'è alcuna bomba tra il fatto che i due militari sono entrati separatamente quel giorno, che una donna incinta non avrebbe lavorato con sostanze chimiche, che c'era un cane anti droga quella mattina e non ha sentito nulla e che il pacco in realtà sia lo zaino di Brooke, che ha montato al momento ed è l'unica nel palazzo. Jeremy preme il telecomando ma non accade nulla dando il tempo a Dafne di immobilizzarlo di sorpresa. I due vengono arrestati mentre Logan rilasciato.
Il giorno dopo Morgan fa visita a Tom, che se la caverà con poco, mentre come ringraziamento per aver salvato tutti, Melon dà a Morgan una scrivania per lavorare.
- Altri interpreti: Taran Killam (Ludo Radovic), Addison Timlin (Brooke Kirkman), Michael Trotter (Jeremy Davis), Christopher Matthew Cook (capitano SWAT Cliff Halloway), Tristen MacDonald (Lauren Webber), Merrick McCartha (detective Lavolie), J. D. Pardo (Tom), Garret Dillahunt (tenente Melon), Colton Adams (Ben Spoelstra), Anusha Angur (visitatrice), Anthony Darrell (detective LAPD), Jeris DuPree (corridore), Veronica Mendoza (donna), Maurice Marvel Meredith (Logan Hanson), Douglas Olsson (Frank Webber), Allie Perez (membro SWAT), Zack Duhame (ufficiale Treyz).
- Ascolti USA: telespettatori 3 364 000.[8]

## Ossessionato
- Titolo originale: Obsessed
- Diretto da:
- Storia di:
- Scritto da:

### Trama
- Altri interpreti:
- Ascolti USA: telespettatori .

## Le RAM
- Titolo originale: The RAMs
- Diretto da:
- Storia di:
- Scritto da:

### Trama
- Altri interpreti:
- Ascolti USA: telespettatori .

## Scivoli e omicidi
- Titolo originale: Chutes and Murders
- Diretto da:
- Storia di:
- Scritto da:

### Trama
- Altri interpreti:
- Ascolti USA: telespettatori .

## La sauna alla fine delle scale
- Titolo originale: The Sauna at the End of the Stairss
- Diretto da:
- Storia di:
- Scritto da:

### Trama
- Altri interpreti:
- Ascolti USA: telespettatori .

## Partner
- Titolo originale: Partners
- Diretto da:
- Storia di:
- Scritto da:

### Trama
- Altri interpreti:
- Ascolti USA: telespettatori .

## Giochiamo
- Titolo originale: Let's Play
- Diretto da:
- Storia di:
- Scritto da:

### Trama
- Altri interpreti:
- Ascolti USA: telespettatori .